# Rentrer en Soi
Rentrer en Soi (リエントール・アン・ソイ (Rientooru an Soi) foi uma banda japonesa de rock do movimento visual kei. O nome pode ser traduzido como "voltar a si mesmo", do francês.

## Carreira

Logotipo da banda.

Rentrer en Soi foi formada em 2001 quando os amigos Satsuki e Takumi decidiram criar uma banda. No início, possuíam apenas um baterista e guitarrista de apoio. Sua primeira formação oficial foi Satsuki, Takumi, Ryo, e Ao. Após descobrirem Mika e sua banda anterior se desfazer, ele se juntou em 2003. Pouco depois eles despertaram o interesse de Yukari do Baiser para ser seu produtor. Seu primeiro EP foi lançado em janeiro de 2004, intitulado Yurikago, distribuído por sua futura gravadora, Free-Will. No mesmo dia eles realizaram um show que esgotou, contudo Ao deixou o grupo logo depois. Ele foi substituído por Shun, que Mika havia apresentado à banda. Lançaram um DVD contendo clipes das canções do Yurikago em agosto, gravado na França. Em 2005 lançaram seu primeiro álbum de estúdio, Sphire-Croid. Mais tarde naquele ano foram lançados dois EPs, Astre no Ito e Kein no Hitsugi, então Yukari deixou de ser seu produtor. Seu segundo álbum foi auto intitulado e lançado 31 de maio de 2006, alcançando a 120° posição na Oricon Albums Chart. No mesmo ano assinaram com o selo europeu Gan-Shin.
Em 2007 eles se apresentaram fora do Japão pela primeira vez, com um show França e na Alemanha. Em agosto, o álbum The Bottom of Chaos, que acabou sendo o último, foi lançado no Japão e também na Europa. Em 19 de outubro, a banda tocou na convenção Oni-Con em Houston, Texas. Este foi o primeiro show deles nos Estados Unidos. Em março de 2008 foi à venda um novo single, "Stigmata". Foi anunciado que a banda participaria do evento Clash Against Commercialism da Free-Will no Nokia Theatre Times Square em Nova York, porém o evento foi cancelado duas semanas antes devido à dificuldade de obtenção de vistos para os músicos. Pouco depois, Rentrer en Soi revelou que se apresentaria novamente nos Estados Unidos na convenção AnimeNEXT.
Em setembro de 2008, Rentrer en Soi anunciou que iria se desfazer. Em outubro, lançaram um EP final, Megiddo, um álbum greatest hits intitulado Ain Soph Aur em novembro e seu último show foi marcado para 25 de dezembro de 2008.
Satsuki iniciou carreira solo e Mika e Takumi se juntaram ao supergrupo Sukekiyo em 2014.

## Membros
- Satsuki (砂月) – vocais (2001–2008)
- Takumi (匠) – guitarra (2001–2008)
- Shun (瞬) – guitarra rítmica (2004–2008)
- Ryo (遼) – baixo (2001–2008)
- Mika (未架) – bateria (2003–2008)

### Ex-membros
- Ao (蒼) – guitarra rítmica (2001–2004)

## Discografia

### Álbuns
- Sphire Croid (2005)
- Rentrer en Soi (2006)
- The Bottom of Chaos (2007)
- Ain Soph Aur (2008)

### EPs
- Yurikago (ゆりかご) (2004)
- Kein no Hitsugi (Keinの棺) (2005)
- Astre no Ito (Astreの絲) (2005)
- Megiddo (2008)

### Singles
- "Hajimari no Namida no Oto ga Kaze ni Kisareru Yoru ni..." (初まりの涙の音が風に消される夜に...) (2001)
- "Hitsuu Kizuato" (悲痛傷痕) (2002)
- "Hoshikuzu no Rasen -ReSpirial-" (星屑の螺旋 -ReSpirial-) (2003)
- "Ichigo Oblaat" (苺オブラート) (2003)
- "Shinwa" (神話) (2003)
- "Sakura Mai -Yume no Naka Mezamereba" (桜舞～夢の中目覚めれば～) (2003)
- "Jutai Kokuchi – La Renaissance" (受胎告知～La Renaissance) (2004)
- "Wither" (2004)
- "Zenkeshiki Kusai Hateru Ima, Yuiitsu..." (全景色腐り果てる今、唯一…) (2005)
- "Mizu Yume Miru Chouchou" (水夢見る喋々) (2005)
- "Protoplasm" (2006)
- "Karasu Iro no Taiji" (2006)
- "I Hate Myself and Want to..." (2006)
- "Misshitsu to Kodoku ni Dokusareta Yuutsu" (密室と孤独に毒された憂鬱) (2006)
- "The Abyss of Despair" (2007)
- "Amongst Foolish Enemies" (2007)
- "Stigmata" (2008)
- "Unending Sanctuary" (2008)[5]